# Isadore Schwartz

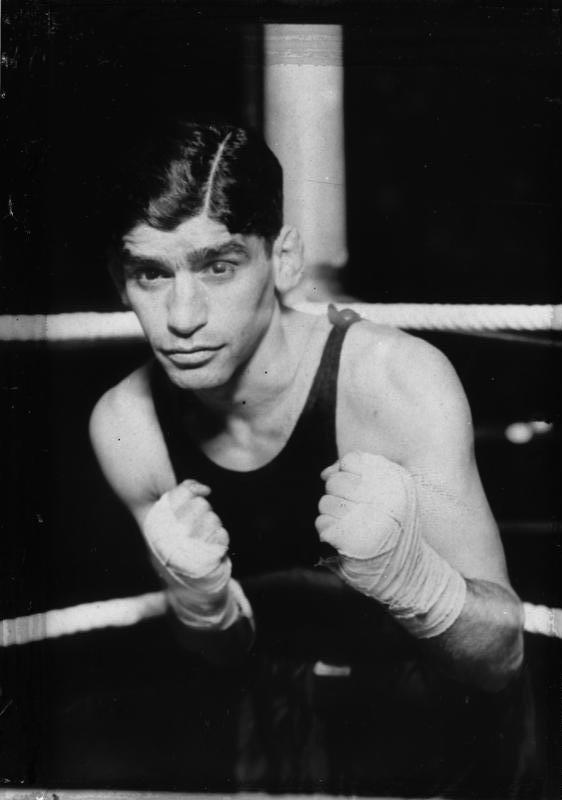
Isadore Schwartz (1928)

Isadore Schwartz (* 23. Oktober 1900 in New York City, New York; † 8. Juli 1988) war ein US-amerikanischer Boxer im Fliegengewicht. Er wurde von Phil Bernstein gemanagt.

## Profikarriere
Im Jahre 1921 begann Schwartz erfolgreich seine Profikarriere. Am 16. Dezember 1927 boxte er gegen Newsboy Brown um die vakante NYSAC-Weltmeisterschaft und gewann durch einstimmige Punktrichterentscheidung. Schwartz war zugleich der erste NYSAC-Weltmeister dieser Gewichtsklasse. Er verteidigte diesen Titel insgesamt fünf Mal und hielt ihn bis 1929.
Im Jahre 1932 beendete er seine Karriere.
Isadore Schwartz jüdischer Abstammung und wurde im Jahre 1998 in die International Jewish Sports Hall of Fame aufgenommen.